# Souhvězdí Sextantu
Sextant je souhvězdí na nebeském rovníku. Bylo vytvořeno v 17. století Janem Haveliem. Je pojmenováno po sextantu, důležitém přenosném přístroji pro měření úhlů na obloze.

## Významné hvězdy
| Hvězda | Jméno | Hvězdná velikost |
| ------ | ----- | ---------------- |
| α Sex  |       | 4,49m            |
| β Sex  |       | 5,09m            |
| γ Sex  |       | 5,05m            |